# Huize Immaculata

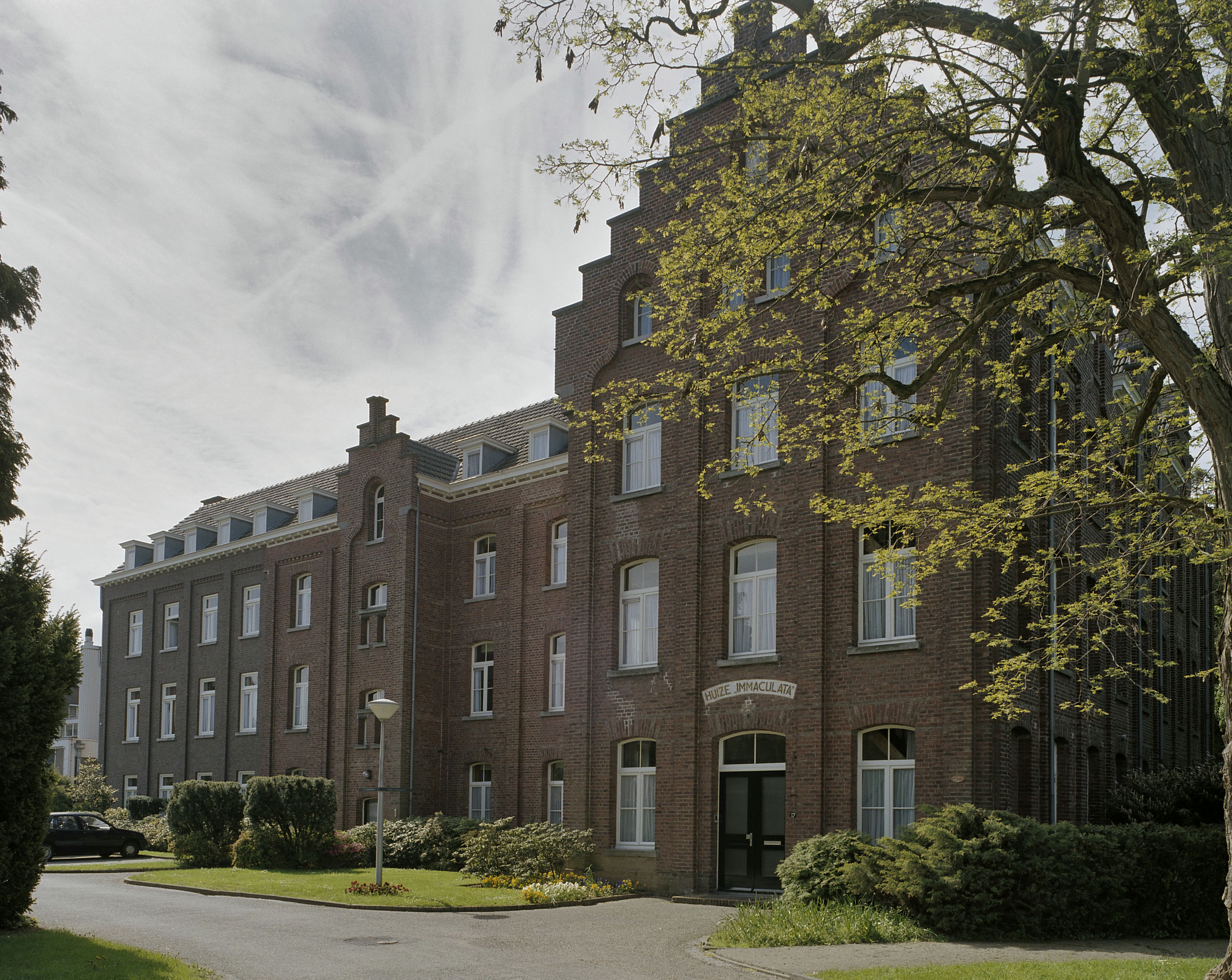
Kloostergebouw van 1912

Huize Immaculata is een voormalig slotklooster van de Dominicanessen aan de Voerenweg te Rijckholt, in de Nederlands-Limburgse gemeente Eijsden-Margraten.

## Geschiedenis
De slotzusters vervaardigden onder meer kerkelijke borduurwerken. Zij waren oorspronkelijk gevestigd in Frankrijk, maar weken ten gevolge van de Franse seculariseringspolitiek in 1903 uit naar België, waar zij onderdak vonden te Herk-de-Stad, in het kasteeltje Het Hof van de familie De Pierpont. Weldra werd dit kasteeltje te klein en het raakte ook steeds meer in verval, zodat de zusters besloten een nieuw klooster te bouwen. Bij de keuze voor Rijckholt speelde de aanwezigheid van een groep Dominicanen een rol; zij waren al in 1882 uitgeweken uit Frankrijk.

### Val-Sainte-Marie
Het klooster werd in 1912 gebouwd onder de naam Val-Sainte-Marie (Mariadal) en er woonden aanvankelijk 26 nonnen. In 1918 bood het klooster onderdak aan Franse vluchtelingen. In 1923 keerden de zusters terug naar Frankrijk en werd het klooster verkocht. 34 slotzusters vertrokken naar Nantes. Een aantal uit Nederland afkomstige zusters keerden naar hun land terug, en wel naar het klooster Mariadal te Venlo.

### Huize Immaculata
Omstreeks dezelfde tijd werd het kloostergebouw verkocht aan de Liefdezusters van de Heilige Carolus Borromeus uit Maastricht, die het klooster omdoopten tot Huize Immaculata. Het betrof wereldzusters, die actief waren in het onderwijs en de ziekenzorg. Huize Immaculata diende om zieke zusters op te vangen. In 1937 werd het uitgebreid en in 1960 werd Huize Sint-Jozef toegevoegd als kloosterverzorgingshuis voor bejaarde zusters. In 1961 werden hier al 120 zusters verpleegd. Tot Huize Sint-Jozef behoorde ook een kapel. Vanaf de jaren tachtig van de 20e eeuw werden de gebouwen steeds minder gebruikt en in 2002 werd het complex na een periode van leegstand verkocht aan een woningcorporatie.

## Gebouw
Het oudste kloosterdeel betreft een bakstenen gebouw van meerdere verdiepingen, gedekt met een zadeldak tussen eenvoudige topgevels. De lange voorgevel heeft haaks uitspringende delen die uitlopen in trapgevels.